# Homosexualitet i Sverige

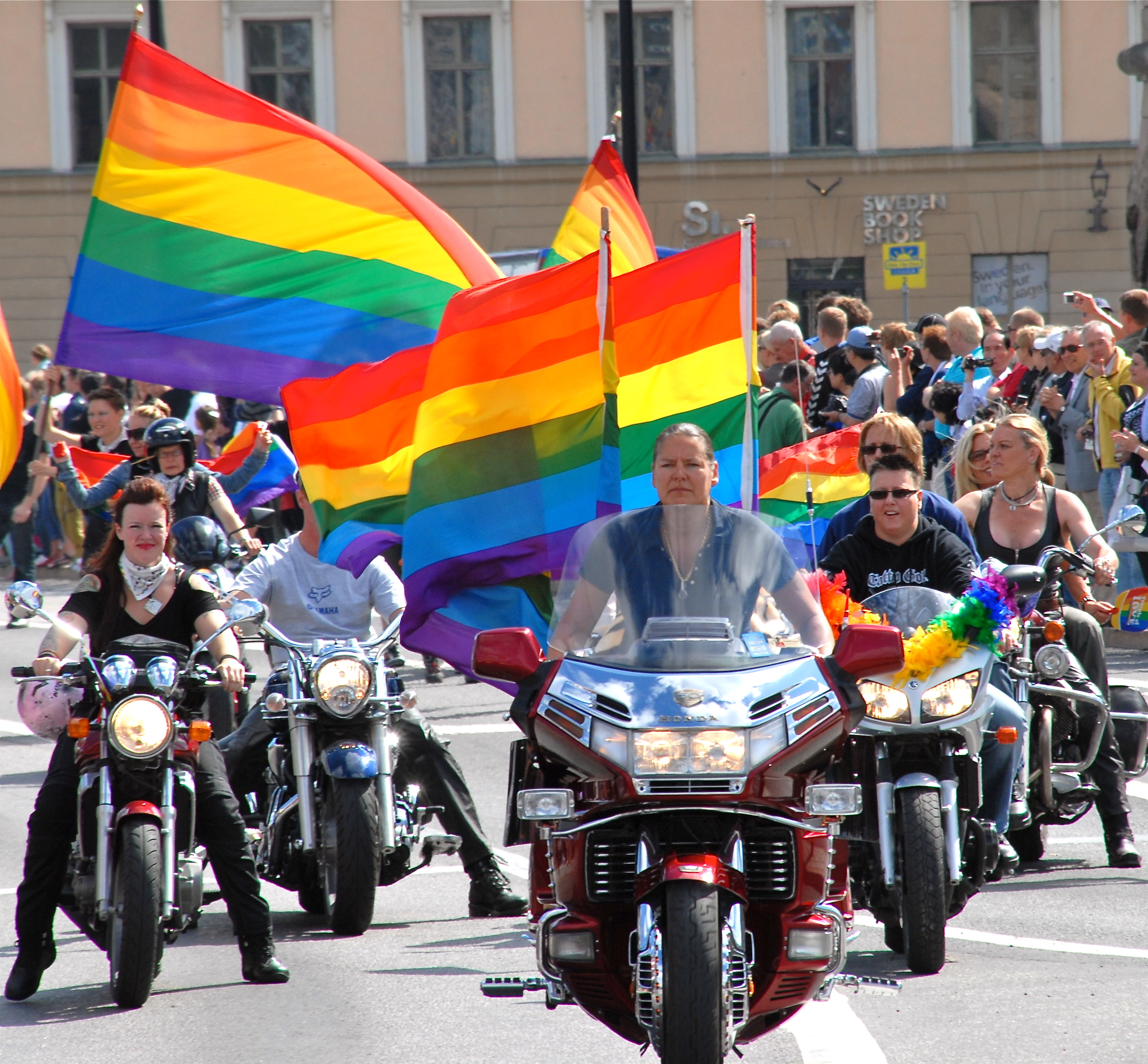
Prideparaden, Stockholm Pride 2010.

Homosexualitet i Sverige och det sexuella umgänget mellan vuxna personer av samma kön blev helt legaliserat 1944, medan den medicinska klassificeringen av homosexualitet som en form av psykisk störning kvarstod fram till 1979. Sedan slutet av 1980-talet har svenska homosexuella gradvis fått allt större rättigheter; rätten till så kallat registrerat partnerskap (1995), rätten till samkönad adoption (2003) och rätten att ingå samkönat äktenskap (2009).
Ordet homosexualitet myntades inte förrän 1869, i Sverige kallades det oftast "onaturlig otukt", otukt ”mot naturen” eller dylikt eller, som på många andra språk, för sodomi. Det senare begreppet omfattar dock även oralsex, analsex eller zoofili, även i en heterosexuell kontext.

## Historik

### Medeltiden
Sexuella handlingar mellan män omnämns i den äldst bevarade svenska landskapslagen, Äldre västgötalagen från 1200-talet. De omtalas dock inte som sedlighetsbrott utan i samband med paragrafen om förtal. En person kunde dömas till förtal om denne påstod om en man att "jag såg att en man satte på dig". Av det kan slutsatsen dras att det var känt att det förekom sex mellan män, att detta inte var brottsligt och att det ansågs skamligt att vara den passiva parten.  Kvinnlig homosexualitet finns inte omnämnd. 

### Nymodern tid
Det var först när den lutherska kyrkan fick inflytande över lagstiftningen under 1500-talet och när statsmakten blivit stark under 1600-talet som homosexualitet blev ett brott.   År 1608 gjorde Sveriges kung Karl IX, som stod under inflytande av reformert kristendom, ett tillägg i en nyutgåva av Landslagen om högmålsbrott, där samlag mellan män straffades med döden för båda inblandade.   1726 gavs en ny kommentar till Landslagen ut, där Karl IX:s tillägg var borta, men i anslutning till paragrafen om tidelag stod det, att övriga sodomitiska synder straffas som tidelag, det vill säga genom halshuggning och bränning. I samma lag straffades uppmaning till sodomi med kyrkoplikt och straffarbete.
Kvinnlig homosexualitet blev under denna epok i stort sett ignorerad av myndigheterna därför att sex definierades som penetrationssamlag, vilket innebar att lesbiska kvinnor inte ansågs ägna sig åt sex. Endast i få undantagsfall förekom rättsfall mot kvinnliga homosexuella, och i dessa fall därför att de hade klätt ut sig till män, gift sig med varandra eller använt någon form av dildo.
En helt ny landslag gavs ut 1734, där inget nämns om sodomi, dock fortsatte man att döma och avrätta personer för detta brott som tidigare. Kung Gustav III bestämde 1778 att alla dödsdomar skulle godkännas av honom personligen. Efter detta avrättades inga fler svenskar för tidelag eller sodomi.

### 1800-talet
1864 infördes en ny strafflag i Sverige. Enligt 18 kap 10 § i 1864 års strafflag bestraffades homosexuella samlag med straffarbete i högst två år: Öfwar någon med annan person otukt som emot naturen är eller öfvar någon otukt med djur; warde dömd till straffarbete i högst två år. Lagen kom inte att användas så ofta. Ett uppmärksammat sent fall av lagens användning var Nils Santesson 1907.
Det är i 1864 års strafflag som för första gången även lesbisk kärlek straffbeläggs. Men kvinnors homosexualitet ansågs inte vara ett stort problem; först på 1900-talet hände det att kvinnor åtalades för detta brott. Lagar om kvinnlig homosexualitet fanns, runt sekelskiftet 1900, endast i Österrike, Sverige, Finland och några kantoner i Schweiz.

### Affärer och avkriminalisering

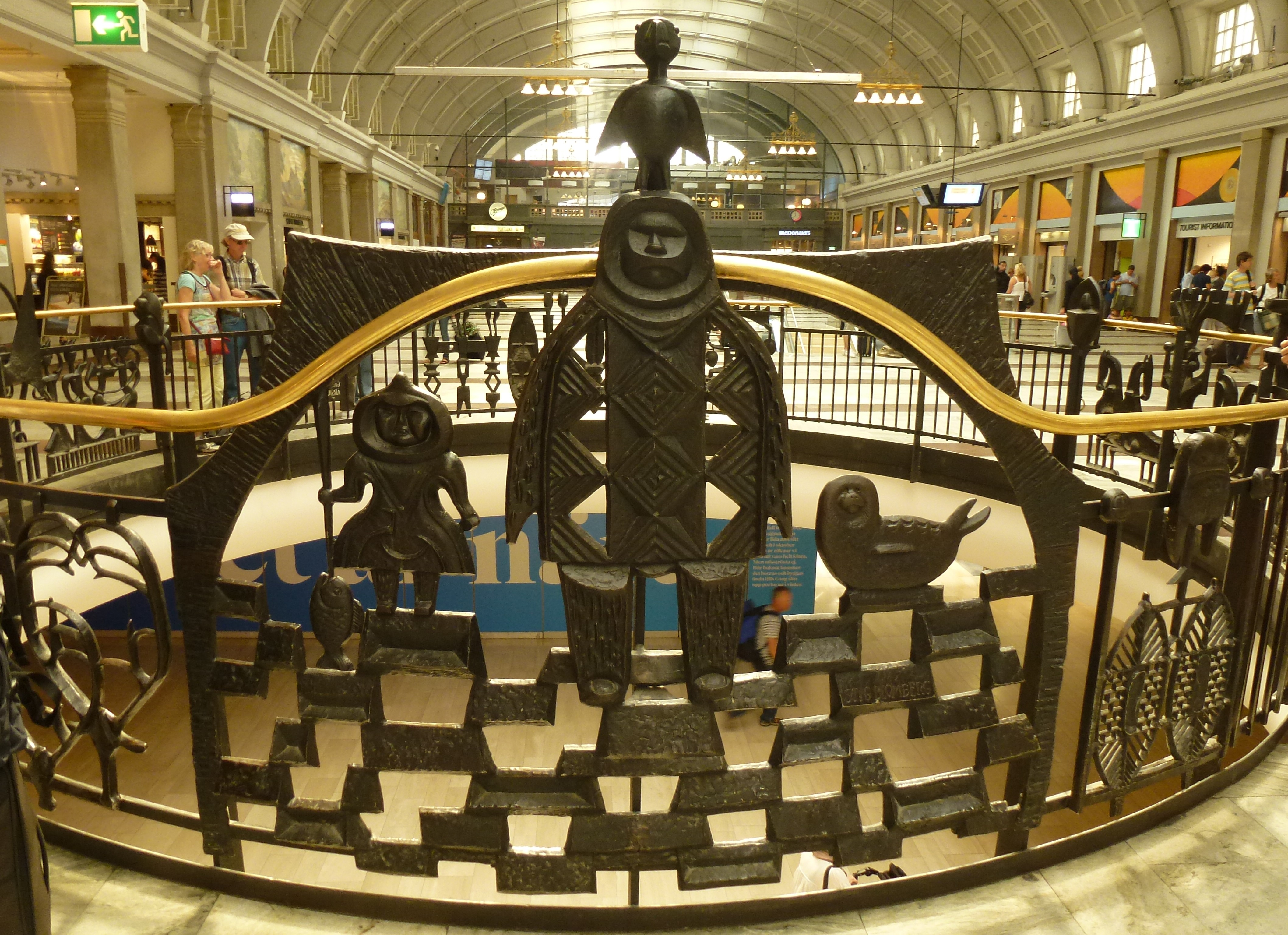
Ringen på Stockholms centralstation var länge en träffpunkt för homosexuella män.

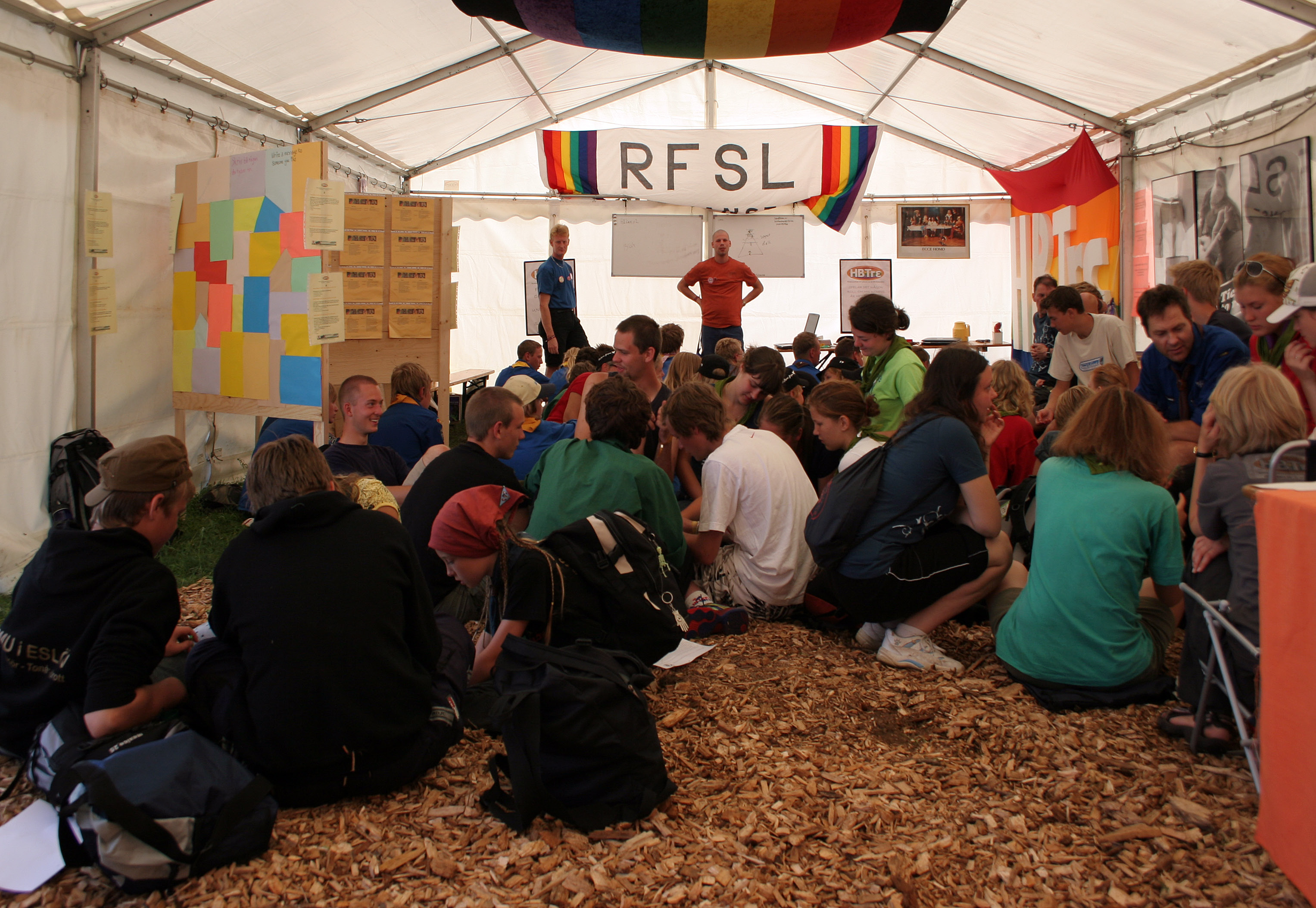
RFSL håller seminarium i Revingehed.

Efter en riksdagsmotion till 1933 års riksdag av Vilhelm Lundstedt (s) togs straffbestämmelsen om samkönat sex bort ur lagen. Den senare riksåklagaren Heuman var den på justitiedepartementet som av justitieminister Karl Schlyter fick ansvar för utformningen av lagtexten. Heuman nämner dock inte alls något samband med Lundstedts riksdagsmotion, utan framkastar att Schlyter skulle ha fått idén direkt från rapporteringen i pressen. Bakgrunden var ett antal uppmärksammade fall av utpressning där offren tett sig dubbelt skyddslösa. Dels hade de gjort sig skyldiga till kriminell "otukt mot naturen," som den gängse termen löd, dels var utpressning ännu laglig. Eftersom offret i allmänhet var äldre än utpressaren riskerade offret ofta betydligt strängare straff än utpressaren. Därtill riskerade offret efter rättegång och straff att förlora sitt anseende, sin samhällsställning och sin inkomst.
Homosexuella handlingar var fortsatt olagliga fram till 1944, då homosexualitet istället kom att betraktas som en mentalsjukdom. Sjukdomsstämplen kvarstod till 1979, då en aktion på Socialstyrelsens trappa resulterade i att den nytillträdda chefen för socialstyrelsen, Barbro Westerholm, avskaffade sjukdomsbegreppet.

### RFSL och lagändringar
21 oktober 1950 bildades RFSL (Riksförbundet för sexuellt likaberättigande) som en underavdelning av den danska föreningen Forbundet af 1948. RFSL:s mål är att agera för homosexuellas likaberättigande i det svenska samhället. En av förbundets förgrundsgestalter, Allan Hellman, blev följande år den förste att "komma ut ur garderoben" (berätta öppet om sin homosexuella läggning) i svenska medier. Föreningen omdefinierade 1971 sin målgrupp till att omfatta även bisexuella (och senare även transpersoner).
1978 likställdes den sexuella myndighetsåldern till 15 år för både homo- och heterosexuella relationer. Tidigare var myndighetsåldern 18 år för homosexuella och 15 för heterosexuella. Mellan 1978 och 1984 arbetade den statliga "Homosexutredningen" på att finna kvarvarande diskriminering mot homosexuella i lagstiftningen. Utredningen föreslog en modifierad äktenskapslag, diskrimineringsskydd och att homosexuella ska omfattas av lagen om hets mot folkgrupp.
I ett försök att hindra spridningen av viruset HIV (som kan spridas genom sex och som initialt drabbade manliga homosexuella särskilt svårt) förbjöds 1987 bastuklubbar (klubbar där män sökte tillfälliga sexuella kontakter med varandra) genom bastuklubbslagen. Bastuklubbslagen kom att avskaffas 2004 och den fanns inte ha minskat spridningen av HIV. 1987 infördes även ett förbud mot diskriminering av homosexuella för näringsidkare och offentliganställda.
1988 infördes en lag om samkönade samboförhållande (dock var lagen ej helt likställd med sin olikkönade motpart) och 1995 infördes registrerat partnerskap (liknande äktenskap) i Sverige. Redan 1973 hade vänsterpartisten Jörn Svensson motionerat i riksdagen om en könsneutral samlevnadlagstiftning, vilken hans parti ställt sig bakom.

### Pride och fler lagändringar
Sedan 1998 firas Pride-festivalen, ibland med närvaro av företrädare för det officiella Sverige, exempelvis statsråd. Festivalen har sin bakgrund i Homosexuella Frigörelseveckan som arrangerades av RFSL första gången 1979.
1999 infördes en lag mot diskriminering i arbetslivet på grund av sexuell läggning. En ombudsman mot diskriminering på grund av sexuell läggning (HomO) inrättades även. HomOs verksamhet fördes den 1 januari 2009 över till Diskrimineringsombudsmannen.
En ny lag om hets mot folkgrupp trädde i kraft 1 januari 2003 där även sexuell läggning omfattas av lagens bestämmelser. I ett uppmärksammat fall prövades den nya lagen ända upp till Högsta domstolen efter en predikan om homosexualitet av pingstpastorn Åke Green, där Green friades.
1 februari samma år infördes möjlighet till samkönad adoption för par som ingått registrerat partnerskap. 1 juli likställdes sambolagarna för sam- och olikkönade förhållanden. Samma dag trädde en utvidgad diskrimineringslag i kraft på många områden som omfattar sexuell läggning.

### Uppmärksammade personer och ny äktenskapslag
Sverige fick 2006 sina första öppet homosexuella (Andreas Carlgren) och bisexuella (Tobias Billström) ministrar.
I Sverige kan sedan maj 2009 två personer ingå samkönat äktenskap. Tidigare registrerade partnerskap kan omvandlas till äktenskap eller behållas som de är. Det finns en diskrimineringslag som förbjuder diskriminering på grund av sexuell läggning inom arbetslivet, utbildningsväsendet, vid erbjudande av varor, bostäder och tjänster och många andra samhällsområden.
År 2009 blev det också tillåtet för homosexuella män att lämna blod, förutsatt att man har avstått från sexuellt umgänge med andra män under minst ett års tid.   2021 ändrades det till sex månader, vilket kritiker menar inte förändrar någonting i praktiken för män i förhållanden. För heterosexuella, och lesbiska kvinnor, gäller tre månaders karenstid och enbart efter nya, eller tillfälliga, sexuella kontakter.

## Andel av befolkningen
Undersökningar i Sverige under åren 2010–2015 har uppskattat andelen homo- och bisexuella individer i den svenska befolkningen till 2–3 procent. I yngre åldersgrupper är homo- och bisexualitet mer vanligt förekommande. I yngre åldersgrupper uppskattas förekomsten som andel till 4–6 procent.